# São Nicolau (Capo Verde)

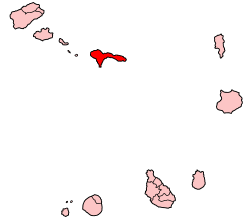
L'isola di São Nicolau (in rosso), nell'arcipelago di Capo Verde.

São Nicolau è un'isola dell'arcipelago di Capo Verde, e della principale contea dell'isola.
Situata nella parte nord dell'arcipelago l'isola ha una superficie di 343 km². La sua larghezza massima nella direzione nord/sud, è di 25 km e la sua lunghezza nella direzione est/ovest e di 50 km. Il suo territorio è diviso in due contee, Ribeira Brava e Tarrafal de São Nicolau.
Nel passato ha avuto un'attività vulcanica molto attiva che ha scolpito la forma attuale del isola. Come l'isola di Santo Antão è molto imponente e maestosa con un rilievo molto accidentato. La montagna più alta è quella di Monte Gordo di 1.304 m di altezza, punto d'incrocio di due massicci montuosi. Le valli in genere sono strette e profonde ad eccezione della Valle di Caleijão, sufficientemente ampia per lo sviluppo di un'importante attività agricola.
Il suo popolamento è cominciato nel XVII secolo, dopo le isole di Santiago e Fogo, principalmente perché insieme a Santo Antão erano le isole con la maggiore quantità d'acqua e di conseguenza con maggiori potenzialità agricole e di allevamento di bestiame.
Negli anni è stato il centro degli intellettuali di Capo Verde. Si considera la culla del movimento letterario "Claridade" che costituisce un riferimento per la letteratura capoverdiana, fondato nel 1936 da autori come Baltasar Lopes da Silva, Manuel Lopes e Jorge Barbosa.